# Diario di bordo del capitano
Diario di bordo del capitano, o semplicemente Diario di bordo, è il secondo libro incentrato sulla vita del cantautore italiano Vasco Rossi, scritto da Grazia Lissi e pubblicato nel 1996. Grazie alle numerose copie vendute, il libro è diventato un best seller.
Questo diario raccoglie i pensieri e le riflessioni della vita privata di Vasco Rossi, in cui descrive anche alcuni spunti per nuove canzoni, come ad esempio Rewind, pubblicata nel 1999. In questo libro vengono raccontate, fra le altre cose, la nostalgia verso il padre scomparso e la movimentata vita di una rockstar sia sul palco durante le tournée che "dietro le quinte".

## Edizioni
- Grazia Lissi, Diario di bordo del capitano, Milano, Arnoldo Mondadori Editore, 1996,  p. 168, ISBN 88-04-43199-7.